# Даршана
Даршана — шість ортодоксальних філософських шкіл, які складають філософію індуїзму: санкхья, йога, ньяя, вайшешика, міманса, двайта.
Філософія даршана була заснована одним із гуру, який мав власних учнів, сутри — короткі висловлювання, що відображали його погляди, у яких він пропонував шлях звільнення від карми.